# Quartier de Croulebarbe
Das Quartier de Croulebarbe ist das 52. der 80 Quartiers (Stadtviertel) von Paris im 13. Arrondissement.

Die Stadtviertel im 13. Arrondissement

## Lage
Der Verwaltungsbezirk im 13. Arrondissement von Paris wird von folgenden Straßen begrenzt:
- Westen: Rue de la Santé
- Norden: Boulevard de Port-Royal
- Osten: Avenue des Gobelins
- Süden: Boulevard Auguste Blanqui

## Namensursprung
Das Viertel wurde nach der Familie „de Croulebarbe“ benannt, die im 13. Jahrhundert auf dem Gelände an der Bièvre Weinberge und Mühlen besaß.

## Geschichte
Der Weiler der Familie de Croulebarbe gehörte ursprünglich zur Gemeinde Gentilly; die ersten Pariser Häuser lagen bei der Pfarrei Saint-Hippolyte. Dieser Faubourg wurde unter Louis XV. nach Paris eingemeindet. Der Reichtum des Ortes bestand sowohl in seinem industriellen Charakter, der mit der Bièvre zusammenhing – Polsterer, Färber, Gerber, Brauer und Metzger – als auch seinem ländlichen Charakter – Weinbergen und Wiesen – ganz zu schweigen von den Kalksteinbrüchen im Süden.
Doch im Laufe der Zeit dehnte sich Paris immer mehr aus und vereinnahmte zahlreiche der bisher selbständigen Vororte. Infolge der Neugestaltung von Paris durch Baron Haussmann entstand dann im Wesentlichen das heutige Bild des Viertels.

## Sehenswürdigkeiten

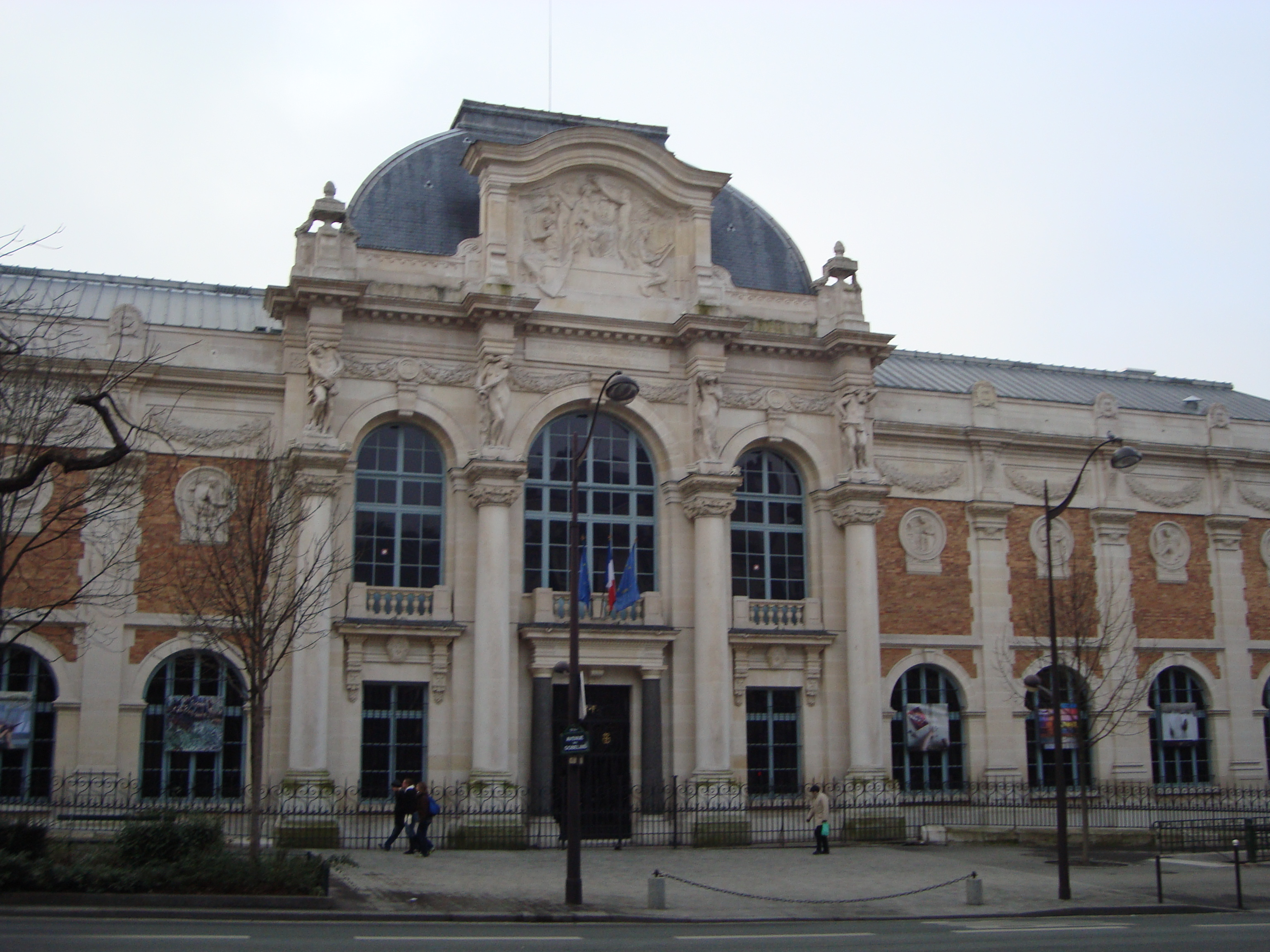
Manufacture des Gobelins
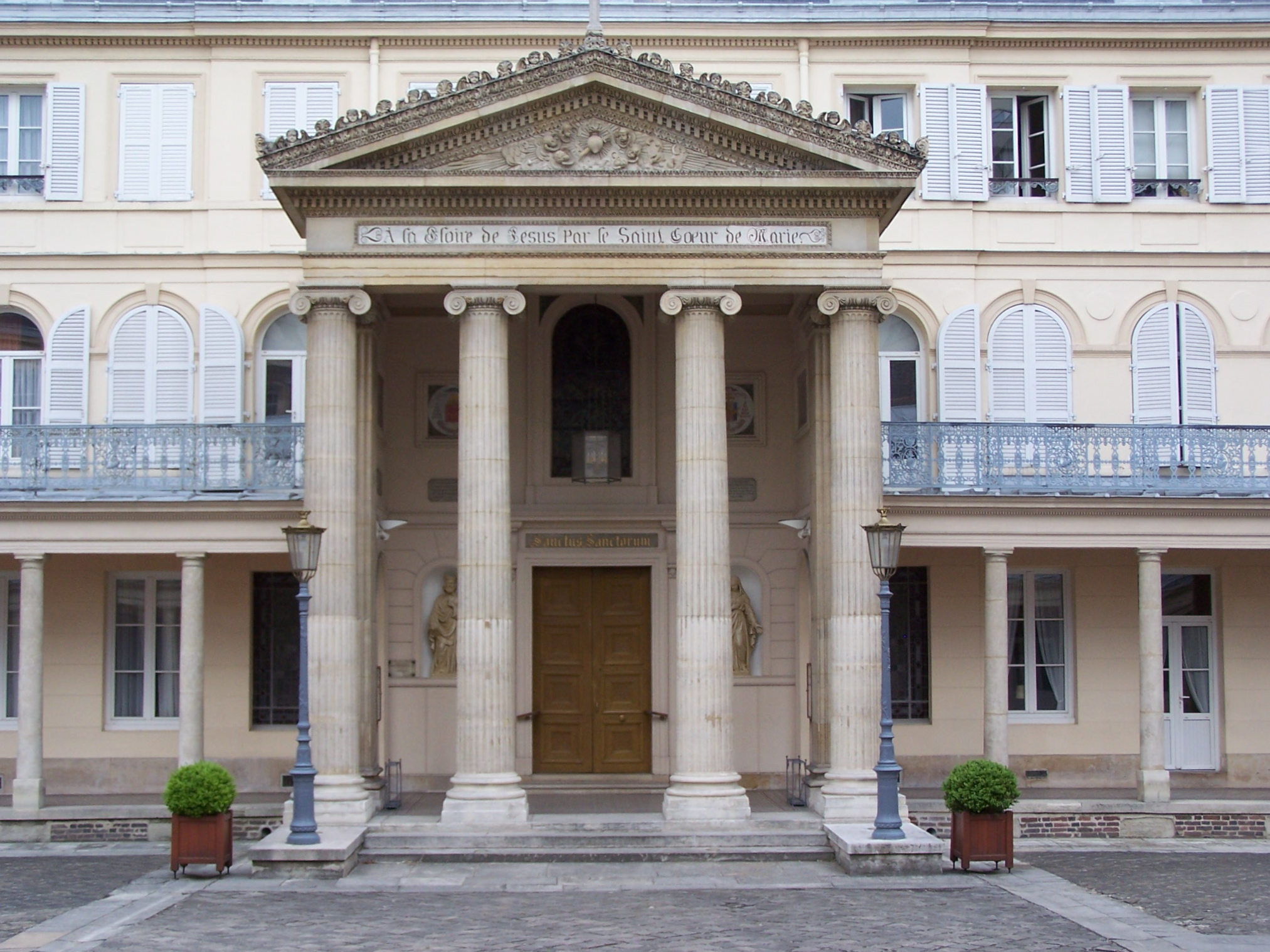
Kloster der Dames Augustines, Rue de la Santé
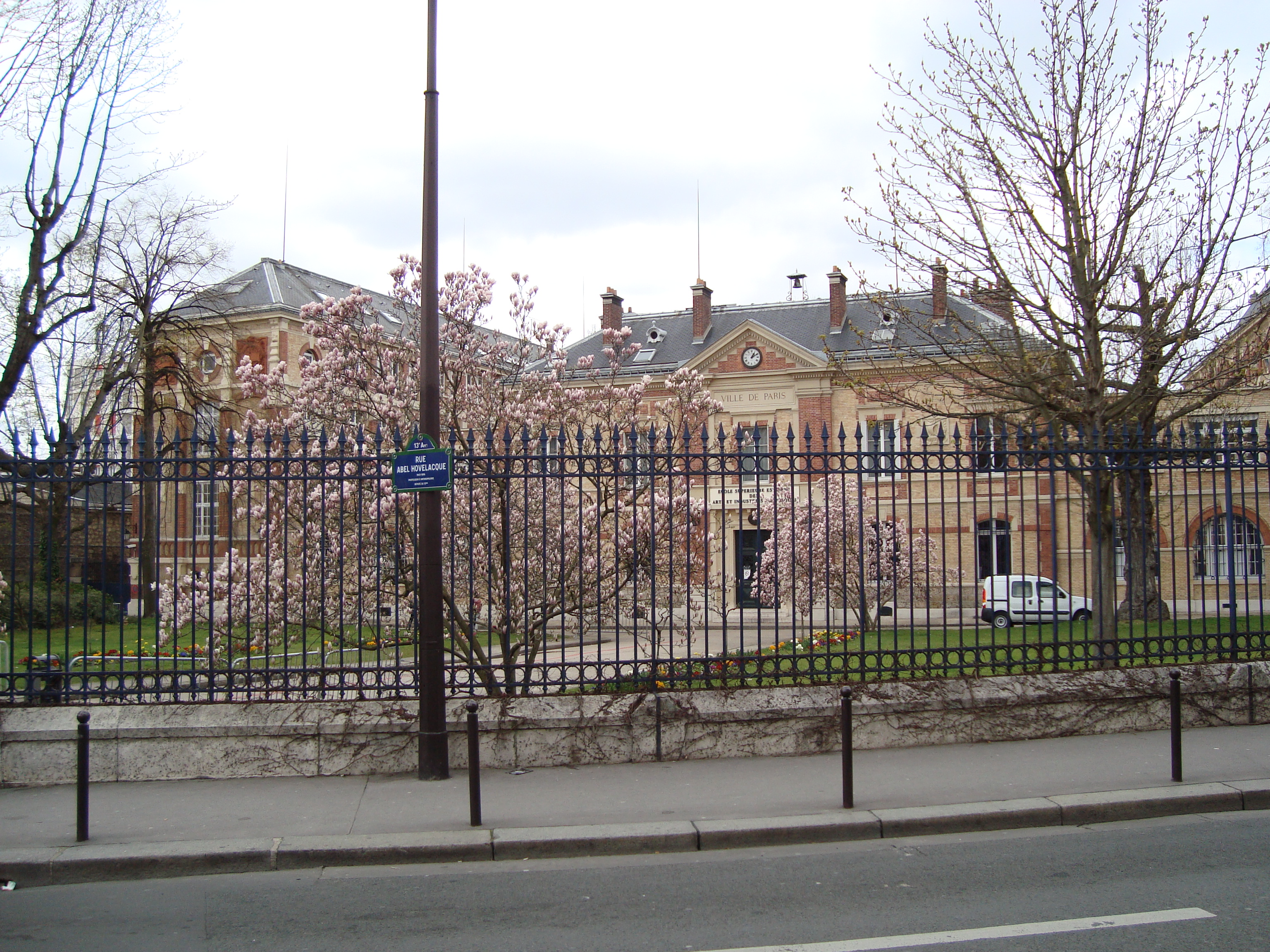
École Estienne
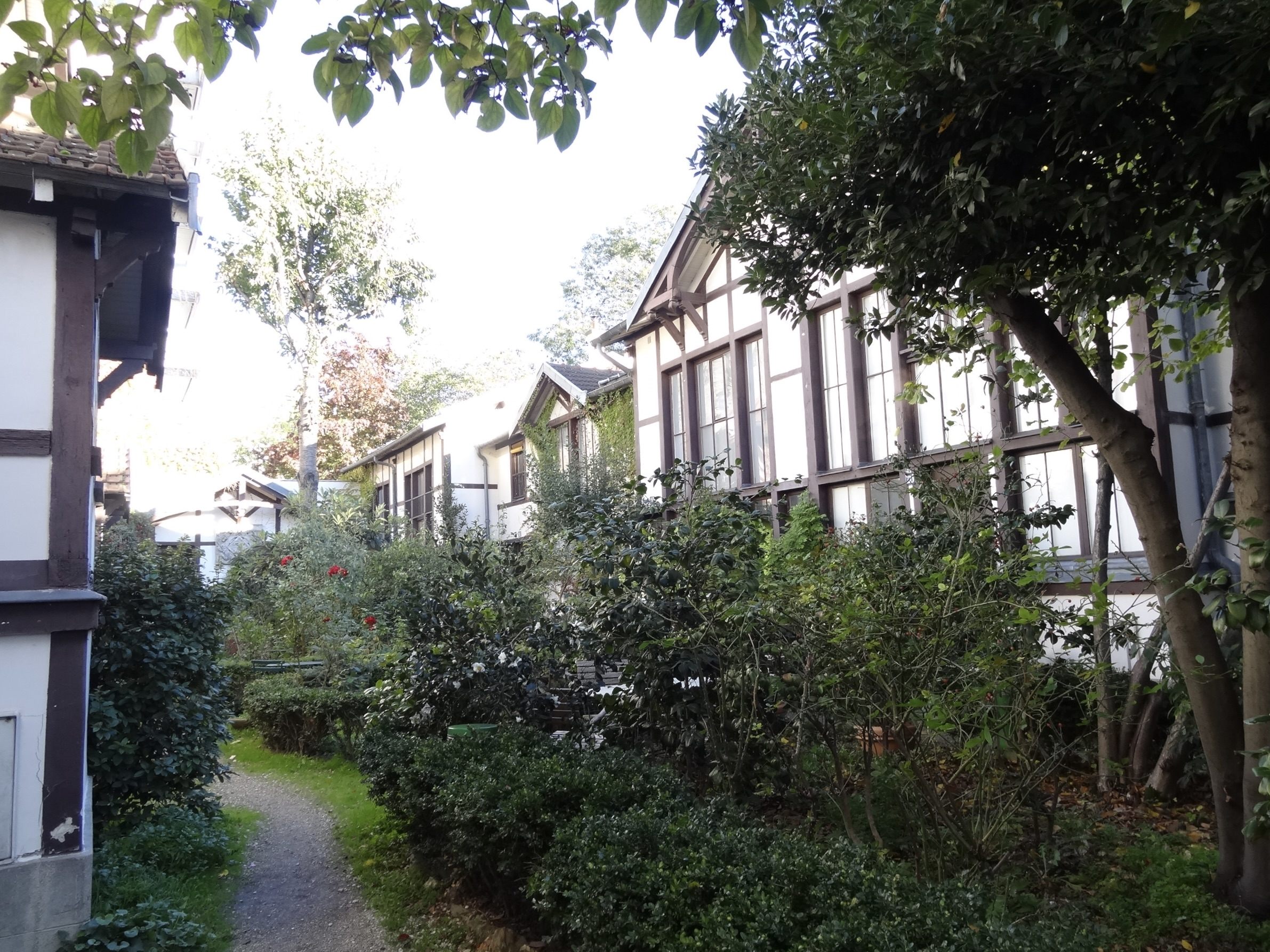
61-62, Boulevard Arago

- Manufacture des Gobelins, 42, Avenue des Gobelins
- Cité fleurie, 65, Boulevard Arago, angelegt 1878